# Chaz Bono
Chaz Salvatore Bono (rojen Chastity Sun Bono, 4. marca 1969) je ameriški aktivist, pisatelj, glasbenik in igralec. Njegova starša sta ameriška pevca Sonny Bono and Cher.
Leta 2009 se je javno razkil kot transspolni moški. O svoji tranziciji je posnel dokumentarec Becoming Chaz, ki je doživel premiero leta 2011. Istega leta je Bono tekmoval v oddaji Dancing With The Stars. Njegov nastop je bil prvi nastop transspolnega moškega v ameriški televizijiski oddaji, ki ni bil povezan z njegovo transspolnostjo.